# Statuia Avukana Buddha
Statuia Avukana este o statuie în picioare a lui Buddha, situată lângă Kekirawa, în Provincia Central Nordică din Sri Lanka. Statuia, care are o înălțime de peste 12 metri, a fost sculptată dintr-o rocă mare de granit în timpul secolului al V-lea. Înfățișează o variație a mudrei Abhaya, iar haina strânsă este foarte bine sculptată. Construită în timpul domniei lui Dhatusena, se pare că a fost realizată ca urmare a unei competiții între un maestru și un elev de-al său. Statuia Avukana este unul dintre cele mai bune exemple de statui în picioare construite în Sri Lanka antică. Acum este o atracție turistică populară.

## Localizare și aspect
Statuia Avukana este situată în satul Avukana (de asemenea, scris și Aukana) în apropiere de Kekirawa. Este aproape de rezervorul Kala Wewa și se află cu fața spre acesta. Aceasta a fost sculptată dintr-o rocă mare de granit, dar nu este complet separată. O fâșie îngustă de stâncă a fost lăsată în spatele statuii, legând-o de fața stâncii și sprijinind-o. Cu toate acestea, piedestalul pe care se află Buddha, care este sculptat sub forma unei flori de lotus, a fost sculptat separat și poziționat sub statuie. Statuia însăși are 11,84 metri înălțime, iar cu piedestalul înălțimea totală ajunge la 13 metri. Statuia fusese amplasată într-o casă mare sau altar, din care s-au păstrat doar fragmente din pereți. Structura era din cărămidă și piatră și avea 23 de metri lungime și 19 metri lățime.

## Caracteristici
Statuia Avukana este considerată a fi unul dintre cele mai bune exemple de statuie în picioare a lui Buddha din Sri Lanka antică. Statuia Avukana arată o influență a școlii de artă Gandhara, precum și a școlii de artă Amaravati din India. Haina este purtată strâns, subliniind clar forma corpului, iar pliurile sunt sculptate clar și delicat. Este purtată peste umărul stâng, iar umărul drept este gol, așa cum este tradiția în statuile lui Buddha din Sri Lanka. Corpul lui Buddha este drept, iar mâna stângă strânge halatul la umărul stâng. Mâna dreaptă este ridicată până la umărul drept, cu palma orientată spre stânga. Această poziție este cunoscută sub numele de Asisa mudra, o variație a mudrei Abhaya.

## Construcție

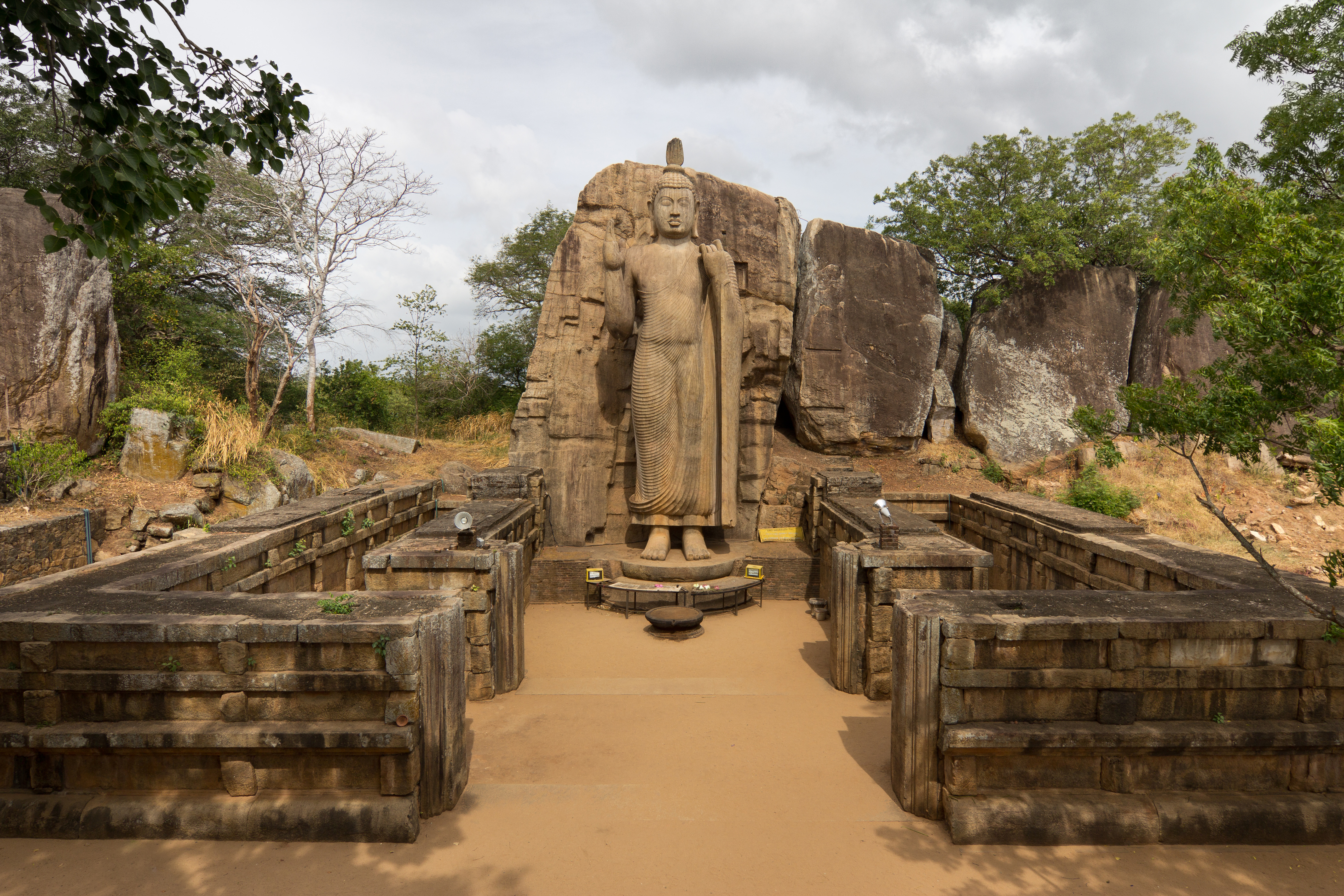
Statuia Avukana Buddha

Se crede că statuia Avukana a fost construită în secolul al V-lea în timpul domniei regelui Dhatusena și la ordinul său. O altă teorie este că a fost realizată de un individ pe nume Barana. În apropiere, există o altă statuie în picioare a lui Buddha, la Sasseruwa, destul de asemănătoare cu statuia Avukana. Conform legendei, cele două statui sunt rezultatul unei competiții între un guru (dascălul) sculptor în piatră și gola (discipolul). Povestea spune că stăpânul a construit statuia Avukana, în timp ce elevul a făcut statuia la Sasseruwa. Primul care și-a terminat statuia a trebuit să-l anunțe pe celălalt sunând un clopot. Stăpânul a reușit să își termine statuia primul și a câștigat competiția. Acesta ar fi motivul pentru care statuia Sasseruwa este neterminată. Statuia Avukana este considerată a fi cea mai bună dintre cele două, iar asemănările dintre ele i-au determinat pe istorici să creadă că povestea este de fapt adevărată. Cu toate acestea, aceasta este o simplă legendă, întrucât statuia Sasseruwa a fost construită cu aproape patru sute de ani înaintea celei a lui Buddha Avukana. Reswehera Rajamaha Vihara este un templu antic care a fost construit de regele Devanampiya Tissa (307-908 î.Hr.).

## Situația actuală
Astăzi, pelerini din toate țările vizitează statuia, aceasta devenind o atracție turistică populară. Deși situl nu avea multe facilități, acum a fost îmbunătățit de Departamentul de Arheologie și Forța de Apărare Civilă.